# Distretto di Jurm
Il distretto di Jurm è un distretto della Provincia del Badakhshan, nell'Afghanistan settentrionale. Il capoluogo del distretto è Jurm (12.106 abitanti), situata ad un'altitudine di 1525 metri sul livello del mare.

## Popolazione
Nel 2009, la popolazione era di 76.072 unità. L'etnia principale è risultata essere quella tagica (95%), seguita a distanza dall'etnia uzbeka (5%)
La maggioranza della popolazione è musulmana sunnita, ma sono presenti anche alcuni ismailiti. Le lingue principalmente parlate sono il dari e il tagico.

## Geografia fisica
Il distretto di Jurm occupa un'area di 1286 km² e conta 75 villaggi. Confina a nord e a est col distretto di Baharak; a sud col distretto di Zebak; a ovest coi distretti di Darayim e Khash.

## Istruzione
Il tasso di alfabetizzazione del distretto di Jurm è del 50% per quanto riguarda i maschi e del 20% per le donne. Le scuole secondarie del distretto sono 18 (di cui 10 per maschi ed 8 per femmine); 6 sono invece le scuole superiori (delle quali 4 sono per maschi e 2 per femmine). Gli studenti totali sono 18.732 (10.376 maschi e 8.356 femmine), e gli insegnanti totali sono 651 (266 uomini e 385 donne).

## Agricoltura e allevamento
Nel distretto vengono coltivati grano, orzo e papavero da oppio. Vengono invece allevate capre, pecore e pollame.